# Bedřich Šupčík
Bedřich Šupčík (* 22. Oktober 1898 in Wien; † 11. Juli 1957 in Písek) war ein tschechoslowakischer Turner.
Er gewann bei den Olympischen Sommerspielen 1924 in Paris eine Goldmedaille im Seilklettern und wurde damit der erste Olympiasieger der nach dem Ersten Weltkrieg entstandenen Tschechoslowakei. Seine Siegerzeit bei einer Seillänge von acht Metern betrug 7,2 Sekunden.
Darüber hinaus belegte er bei diesen Spielen den dritten Rang im Einzelmehrkampf. Vier Jahre später errang er bei den Spielen 1928 in Amsterdam mit dem tschechoslowakischen Team die Silbermedaille im Mannschaftsmehrkampf. Im Ringeturnen erreichte er 1924 den fünften und 1928 den sechsten Platz, am Barren wurde er 1924 Neunter.
An den Ringen wurde er auch Vizeweltmeister bei den Turn-Weltmeisterschaften 1930 in Luxemburg.